# فوتبال در نروژ
فوتبال محبوب‌ترین ورزش در نروژ است و از نظر تماشاگران تلویزیونی، فوتبال پس از ورزش‌های ورزش دوگانه زمستانی و اسکی صحرانوردی در جایگاه سوم است. فدراسیون فوتبال نروژ در سال ۱۹۰۲ تأسیس شد و اولین بازی بین‌المللی در سال ۱۹۰۸ صورت گرفت. ۱۸۲۲ باشگاه فوتبال ثبت شده و حدود ۲۵۰۰۰ تیم در این کشور وجود دارد. ۳۹۳٬۸۰۱ نفر (۱۰۴٬۵۹۷ نفر از آنها دختر / زن هستند) بازیکن فوتبال ثبت نام کرده‌اند که بدان معنی است که ۸٫۵٪ از مردم فوتبال سازمان یافته بازی می‌کنند.

## تاریخ
اولین تیم فوتبال در نروژ احتمالاً توسط Nygaards Bataljon در برگن در سال ۱۸۸۳ آغاز شد. باشگاه فوتبال اود اولین باشگاه نروژی بود که در سال ۱۸۸۵ در شین تأسیس شد. علاقه به فوتبال بسیار کم بود و پس از چند ماه یخ بر روی یخ قرار گرفت. با این حال، باشگاه فوتبال اود در سال ۱۸۹۴ دوباره فوتبال را آغاز کرد و اکنون قدیمی‌ترین باشگاه فوتبال است.
فدراسیون فوتبال نروژ در سال ۱۹۰۲ تأسیس شد و به سرعت یک لیگ تأسیس کرد. پس از اینکه در سال ۱۹۰۸ به فیفا پیوست، نروژ اولین مسابقه بین‌المللی خود را در مقابل سوئد در گوتنبرگ برگزار کرد. در سال ۱۹۱۱، نروژ میزبان اولین دیدار بین‌المللی خود در اسلو، دوباره در برابر سوئد بود؛ این بار نروژ ۴ بر ۰ شکست خورد. در سال ۱۹۱۲ تیم ملی نروژ در بازی‌های المپیک شرکت کرد و پس از باخت به دانمارک و اتریش به ترتیب ۷–۰ و ۱–۰ نتیجه را واگذار کرد. نروژ همچنین میزبان فیفا در اسلو بود.
در المپیک تابستانی ۱۹۳۶، تیم ملی مردان نروژ مدال برنز این مسابقات را کسب کرد. در مسابقات نسبتاً موفق، نروژ ترکیه و آلمان را با نتیجه ۴ بر ۰ و ۲ بر ۰ شکست داد و در مرحله نیمه‌نهایی با نتیجه ۳ بر ۲ لهستان را شکست داد تا مدال برنز بگیرد. این تیم در نروژ به عنوان "bronselaget" به معنای تیم برنزی شناخته می‌شود.